# Satprem

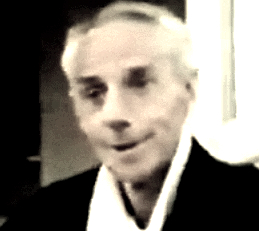
Satprem

Satprem, pseudoniem voor Bernard Enginger (30 oktober 1923 – 9 april 2007), was een Frans auteur en belangrijk discipel van Mira Alfassa (bekend als De Moeder).

## Gepubliceerd werk (selectie)
- Sri Aurobindo of het avontuur van het bewustzijn
- Uit het lichaam der aarde of de Sanjasin
- La Genèse du Surhomme
- Moeder (3 delen)
- Le Mental des Cellules

- Biblioteca Nacional de España: XX850806
- Bibliothèque nationale de France: cb119237498 (data)
- Catàleg d'autoritats de noms i títols de Catalunya: 981058509323706706
- Gemeinsame Normdatei: 118823418
- International Standard Name Identifier: 0000 0000 8181 4735
- Library of Congress Control Number: n50080409
- Nationale Bibliotheek van Israël: 987007576774205171
- Nederlandse Thesaurus van Auteursnamen: 070228957
- Système universitaire de documentation: 027123375
- Virtual International Authority File: 113563437
- WorldCat: E39PBJpJfBgWHM3QrMWCHm4THC